# Zerich Tivadar
Zerich Tivadar (Erdély, Gyergyószentmiklós, 1815. november 22. – Marosvásárhely, 1887. június 11.) teológiai doktor, Erdély megyei áldozópap, egyetemi rendes tanár, papnevelőintézeti igazgató és a pesti egyetemen a hittudományi karnak bekebelezett hittudora.

## Élete
Az erdélyi örmény  Zerich (dzerr 'ձեռ') család leszármazottja. 
Csíksomlyón a gimnáziumot, Kolozsvárt a filozófiát és Pesten a középponti papnevelőben a teológiai tanulmányokat végezte 1840-ben. Ugyanezen év szeptember 22-én a pesti egyetemen teológiai doktori rangra emeltetett, szeptember 6-án pedig Gyulafehérvárott áldozópappá szenteltetett, egyszersmind tanulmányi felügyelővé, egyházi számvevőhivatali taggá és a dogmatikai tanárává, 1842-ben pedig püspöki szentszéki ülnökké neveztetett ki. 1853-ban a bibliai, 1854-ben pedig az egyházi történet és jogtan tanári székében alkalmazták rendes tanárként, mert 14 év alatt rendkívüli módon is volt alkalmazva, nevezetesen a szabadságharc végnapjaiban és azután néhány hónapig gyergyószentmiklósi plébános helyettes, és 1852-ben székesegyházi hitszónoki minőségben. Pesten az egyetemi iskolának rendes tagja volt, Károlyfehérvárt pedig része volt az egyházi olvasóegylet létrehozásában és vezényletében. 
1860. október 5.-e és 1864. május 2.-a között a pesti királyi egyetem hittudományi karán teológiai rendes tanárként működött, majd per útján elbocsátották állásából. 1866-tól a marosvásárhelyi iskolában és papnevelőben igazgató volt.
Cikkei az erdélyi Múlt és Jelen-ben (1845. 46. sz. Nézetek az erdélyi politikai nevelés jelen állása c. közleményre vonatkozólag); a Religióban (1859. I. 45. sz. Adatok az erdélyi egyházi történelemhez néhány értekezés: Nyilatkozat Erdélyből a társulat iránt, mely ma Szent István Társulatnak neveztetik, Isteni gondviselés a papság felett; néhány cáfolat, több levél és még több egyházi tudósítás); a Családi Lapokban (1858. II. Családkápolnák jelentősége általában s különösen a reformatió korában), a Futárban (1859. Alba Julia), a Magyar Sionban (1863. A károlyfehérvári székesegyház történelmi és műépítészeti vázlatos leírása, 1869. A katholicismus állapota Erdélyben és különösen Háromszéken a reformatio előtt, alatt és után); írt a régi Magyar Sionba és a salzburgi egyházi lapokba is.

## Munkái
- A pápai fejedelemség és birtok. Kolozsvár, 1860
- Kritikai jegyzetek Veszely Károly Compilatiói és felvilágosításaira. Kolozsvár, 1862
- Az erdélyi kath. statusgyülés a marosvásárhelyi kath. tanoda és nevelde jogtörténelmi szempontból. Maros-Vásárhely, 1868